# Огюстен, Жан-Кевин
Жан-Кеви́н Огюсте́н (фр. Jean-Kévin Augustin; род. 16 июня 1997 года, Париж, Франция) — французский футболист, нападающий клуба «Базель».

## Клубная карьера

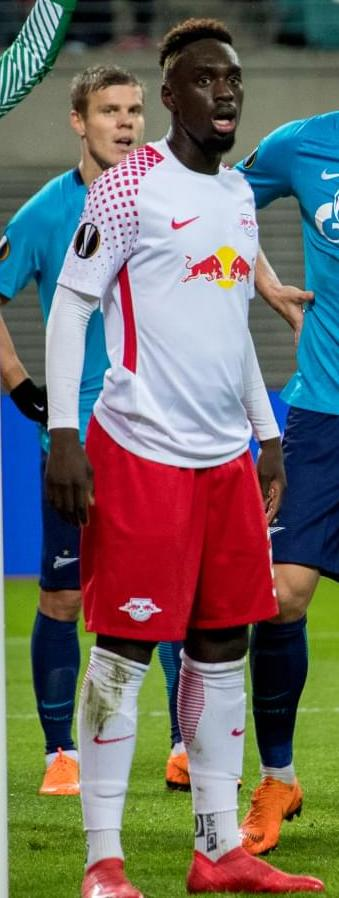
Огюстен в составе «РБ Лейпциг»

Огюстен — воспитанник клуба «Пари Сен-Жермен». 8 апреля 2015 года в поединке Кубка Франции против «Сент-Этьена» Жан-Кевин дебютировал за основной состав, заменив во втором тайме Хавьера Пасторе. 7 августа в матче против «Лилля» он дебютировал в Лиге 1, заменив во втором тайме Лукаса Моуру. 28 ноября в поединке «Труа» Огюстен забил свой первый гол за «Пари Сен-Жермен». В своём дебютном сезоне он стал чемпионом, а также завоевал Кубок Франции и Кубок лиги.
Летом 2017 года Огюсиен в поисках игровой практики перешёл в немецкий «РБ Лейпциг», подписав контракт на пять лет. Сумма трансфера составила 13 млн евро. В матче против «Шальке 04» он дебютировал в Бундеслиге. 16 сентября в поединке против менхенгладбахской «Боруссии» Жан-Кевин забил свой первый гол за «РБ Лейпциг». 17 октября в матче Лиги чемпионов против португальского «Порту» он отметился забитым мячом.

## Международная карьера
В 2016 году в составе юношеской сборной Франции Огюстен стал победителем юношеского чемпионата Европы в Германии. На турнире он сыграл в матчах против команд Португалии, Италии, Англии, Хорватии и Нидерландов. В матче против нидерландцев Жан-Кевин сделал хет-трик, а также поразил ворота итальянцев, англичан и хорватов, став лучшим бомбардиром турнира.
В 2017 году в составе молодёжной сборной Франции Огюстен принял участие в молодёжном чемпионате мира в Южной Корее. На турнире он сыграл в матчах против команд Гондураса, Вьетнама и Италии. Жан-Кевин отличился во всех поединках, забив четыре мяча.

## Достижения

### Командные
«Пари Сен-Жермен»
- Чемпион Франции: 2015/16
- Обладатель Кубка французской лиги: 2015/16
- Обладатель Кубка Франции: 2015/16
- Обладатель Суперкубка Франции: 2016

Франция (до 19)
- Победитель Юношеского чемпионата Европы: 2016

«Нант»
- Обладатель Кубка Франции: 2021/22

### Личные
- Лучший бомбардир юношеского чемпионата Европы (6 мячей) — 2016